# Peter Dolder
Peter Dolder (* 18. August 1945 in Zürich) ist ein Schweizer Schauspieler und Theaterintendant.

## Leben
Peter Dolder erhielt, nachdem er ein Wirtschaftsgymnasium besucht hatte, seine Schauspielausbildung am Bühnenstudio Zürich (heutige Hochschule der Künste). Danach erhielt er Engagements als Schauspieler beim Ulmer Theater, dem Theater Würzburg, den Städtischen Bühnen Lübeck, dem Staatstheater Darmstadt und dem Düsseldorfer Schauspielhaus. Ausserdem hatte er Gastengagements an den Staatstheatern Saarbrücken und Oldenburg.
Seine erste Regie führte er am Landestheater Coburg, um dann Oberspielleiter am Theater Hof und danach an den Städtischen Bühnen Osnabrück zu werden. Von 1993 bis 1998 war er Intendant der Badischen Landesbühne Bruchsal. Danach wurde er Intendant der Württembergischen Landesbühne Esslingen. Im Jahr 2004 wechselte er als Intendant zum Salzburger Landestheater. Diesen Posten hatte er bis in das Jahr 2009 inne. Mittlerweile ist er Rentner und arbeitet freiberuflich als Schauspieler, Regisseur und Lehrer für Kulturmanagement.

## Filmografie
- 1980: Die Leute vom Domplatz